# Weserflug P 1003
Weserflug P 1003 — проект німецького двомісного літака, розроблений в 1938 році компанією Weserflug. Літак так і не був побудований.

## Опис

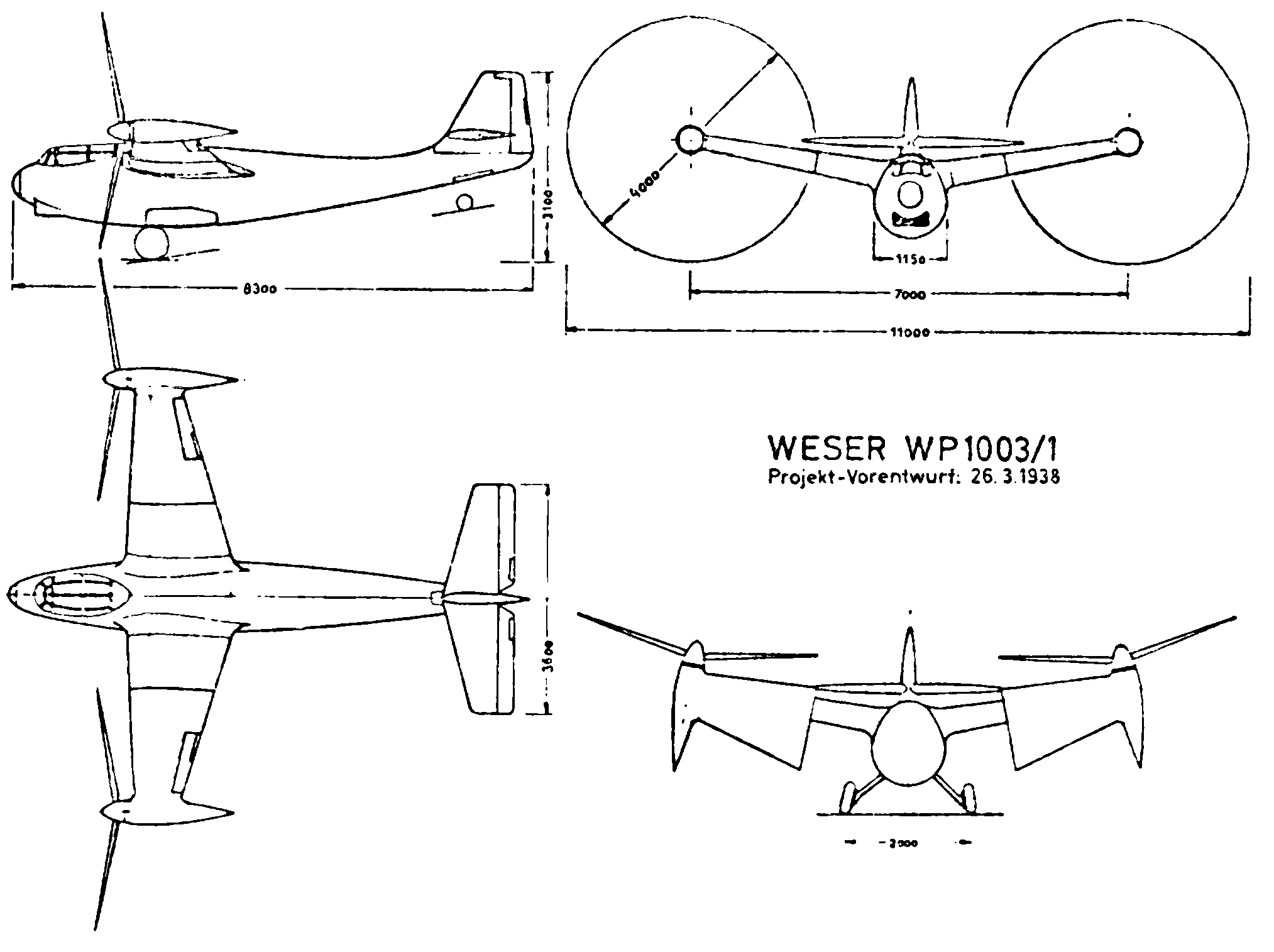
Weserflug P 1003/1

Ще до 1933 року німецького авіаконструктора Адольфа Рорбаха цікавила ідея літака з моторним крилом, який мав реалізувати перші ідеї короткого зльоту та короткої посадки. Цей дизайн, з якого була створена лише модель, так і не був реалізований. Після 1935 року доктор Рорбах став технічним директором нещодавно створеного авіабудівного заводу Weserflug, в Лемвердері (Нижня Саксонія). Там був розроблен інж. Саймоном проект льотного гелікоптера з поворотними гвинтами діаметром 4 м, які повинні працювати вертикально під час зльоту і посадки і горизонтально після досягнення висоти польоту. Оригінальним конструкторським рішенням у цьому проекті були крила. Приблизно половина консольної частини кожного крила могла повертатись щодо центроплана на спеціальних шарнірних вузлах. Розрахункова льотна маса цієї машини повинна бути близько 2000 кг. В якості двигуна мог бути рядний двигун потужністю 900 к.с. (ймовірно Daimler-Benz DB 600), який розташовувався за кабіною. В носовій частині фюзеляжу розташовувався канал для подачі охолоджуючого повітря. Розрахована максимальна швидкість повинна бути близько 650 км/год.
Цей льотний проект Weserflug P 1003 можна охарактеризувати як перший проект конвертоплану, який на той час ніколи не використовувався в Німеччині і лише пізніше привів до подальшого розвитку в США.
Розміри
Розмах крил без пропелерів 7,00 м
Розмах з пропелерами 11,00 м
Довжина 8,30 м
Висота 3,10 м
Діаметр гвинта 4,00 м
Ширина колії 2,00 м
Ширина корпусу 1,15 м